# Omar Muhamad Vaquir
Omar Muhamad Vaquir (Rosario, 30 de octubre de 1934-1 de abril de 2008) fue un médico cirujano, urólogo, político y diplomático argentino, miembro del Partido Justicialista. Se desempeñó como embajador de Argentina en Egipto, Arabia Saudita, Bulgaria, Venezuela y Kuwait, además de ser senador nacional por la provincia de Santiago del Estero entre 1995 y 2001.

## Biografía
Fue médico cirujano, especializándose en cirugía general, y doctor en urología. Se desempeñó como urólogo en Rosario, Montevideo (Uruguay) y en España, llegando a ser urólogo personal de Juan Domingo Perón. Fue miembro de asociaciones urológicas y médicas. En el ámbito empresarial, presidió una compañía del sector agropecuario.
Su primera función en la política fue como asesor médico del Ministerio de Bienestar Social de la Nación entre 1973 y 1974. Ese último año fue designado por Perón como embajador en Egipto, con concurrencia en Libia y otros países africanos. Al año siguiente fue designado embajador en Arabia Saudita por María Estela Martínez de Perón, con concurrencia en varios países de Medio Oriente.
Entre 1976 y 1978 sirvió como asesor presidencial del general Jorge Rafael Videla, en compañía de otros políticos como Guillermo Acuña Anzorena, José Antonio Romero Feris, y otros.
Con el retorno a la democracia en 1983, se desempeñó como asesor del bloque del Partido Justicialista (PJ) en el Senado de la Nación Argentina, hasta 1985 cuando fue designado embajador en Bulgaria por Raúl Alfonsín. Ocupó el cargo hasta 1988 y en 1989 fue designado embajador en Venezuela. En el ínterin entre los dos destinos diplomáticos, fue embajador asesor de la Comisión de Relaciones Exteriores del Senado de la Nación, regresando en 1990 como embajador adscrito.
En el ámbito partidario, fue coordinador general del Consejo Nacional del PJ entre 1983 y 1984, y coordinador general del Encuentro Nacional de Intendentes del PJ en 1995. Fue congresal nacional por Santiago del Estero y presidió la Junta Electoral del Consejo Nacional Justicialista.
Entre 1990 y 1991, durante el gobierno de Carlos Menem, fue secretario de Asuntos Militares del Ministerio de Defensa (bajo Humberto Romero). Volvió a ser designado embajador en Venezuela en 1991, hasta julio de 1993; y luego fue embajador adscrito a Presidencia de la Nación entre 1993 y 1994. En la reforma constitucional de 1994 coordinó la organización y fue secretario general de la Convención Nacional Constituyente. Al año siguiente se desempeñó como coordinador general del Ministerio del Interior de la Nación.
En julio de 1995 asumió como senador nacional por la provincia de Santiago del Estero para finalizar el mandato de Carlos Juárez, quien había asumido como gobernador. Fue elegido en el cargo para continuar en el Senado a partir de diciembre de 1995, con mandato hasta diciembre de 2001.
Presidió la comisión de Relaciones Internacionales Parlamentarias y fue secretario en las comisiones de Acuerdos y de Asistencia Social y Salud Pública. Más tarde presidió la comisión de Salud. En dicha comisión frenó el proyecto de ley que establecía la creación de un Programa Nacional de Salud Sexual y Procreación Responsable, que contaba con la oposición de Iglesia Católica, y que luego fue aprobado en 2002.
Renunció a su banca en el Senado en agosto de 2001, tras ser designado embajador en Kuwait por el presidente Fernando de la Rúa. Si bien se había aprobado su pliego en la cámara alta, aún estaba pendiente su designación oficial en julio de 2001 cuando votó a favor de la Ley de Déficit Cero (que aumentaba impuestos y recortaba jubilaciones y salarios del sector público), favoreciendo la aprobación de uno de sus artículos. Su voto sirvió para empatar la votación, acompañando además al bloque de la Unión Cívica Radical (el resto del bloque justicialista había votado en contra). Tuvo que desempatar el presidente provisional del Senado Mario Losada. Permaneció como embajador en el gobierno de Eduardo Duhalde.
Falleció en abril de 2008.

## Condecoraciones
- Bulgaria: Orden del Caballero de Madara en primer grado.[1]
- Venezuela: Orden Francisco de Miranda en grado Gran Cruz y Orden del Libertador en grado Gran Cruz.[1]
- Panamá: Orden de Vasco Núñez de Balboa en grado Gran Cruz.[1]
- Polonia: Orden al Mérito de la República de Polonia, en grado Cruz de Comendador.[1]